# Hohtälli
Das Hohtälli ist ein Gipfel auf dem Grat zwischen dem Stockhorn und dem Gornergrat, 5 km südöstlich von Zermatt, Kanton Wallis. 

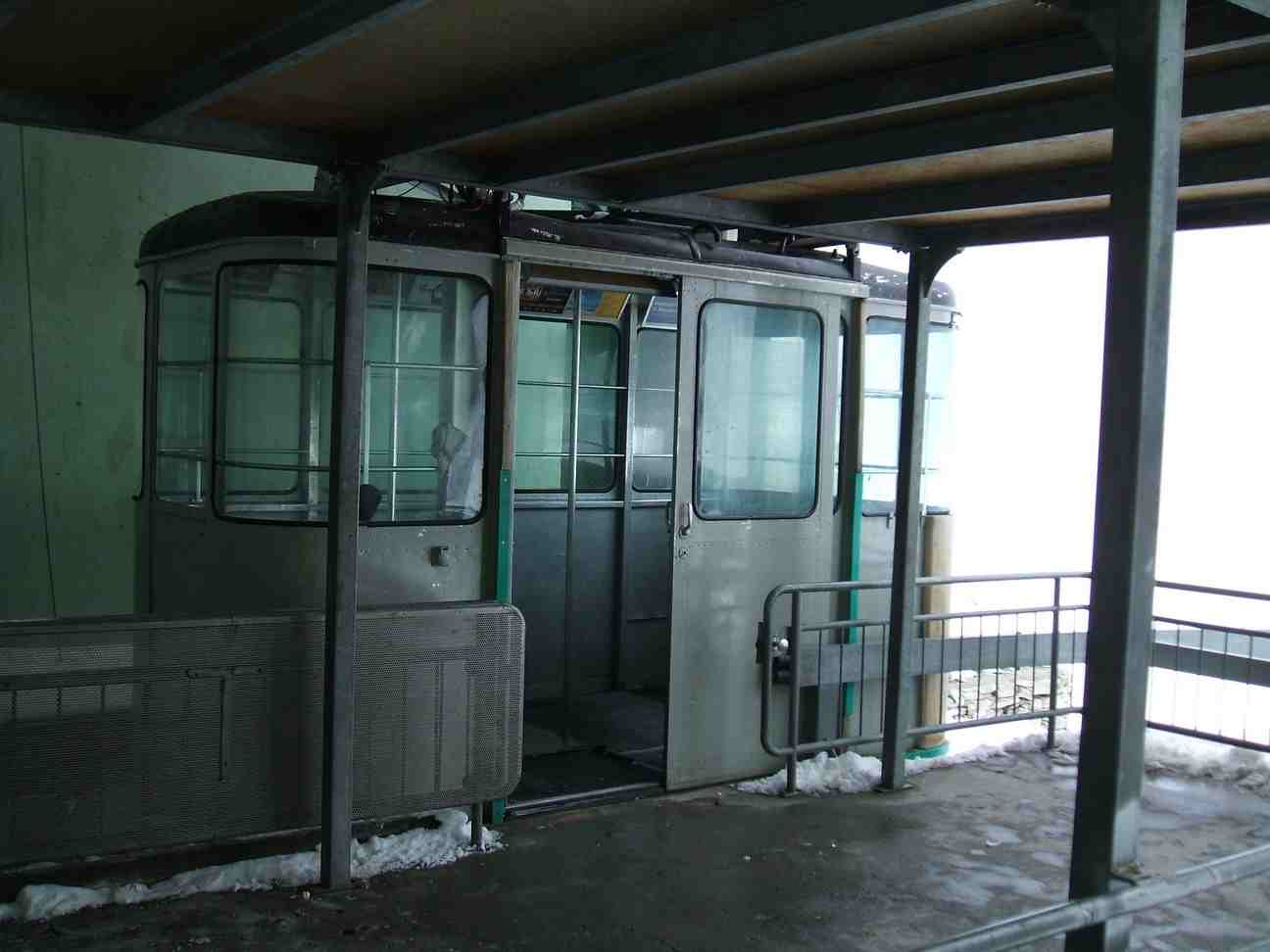
Luftseilbahn zum Stockhorn in der Bergstation Hohtälli, April 2007

Der Gipfel wurde mit 4 Luftseilbahnen bedient: vom Gornergrat, von Gant (Seilbahn Gant–Hohtälli), von der Roten Nase (sehr kurze Seilbahn mit nur einer Höhendifferenz von 40 m) und zum Stockhorn. 
Die Luftseilbahnen vom Gornergrat und zum Stockhorn wurden Ende April 2007 eingestellt. Als Ersatz wurde eine mittelschwere, beschneite Verbindungspiste vom Hohtälli zur Gifthüttli-Piste erstellt. Ein von Triftji kommender Schlepplift dient als Ersatz für die Seilbahn zum Stockhorn. Er wurde im Winter 2007/2008 in Betrieb genommen.